# Sabine Marcus
Sabine Marcus (* 1969 in Köln) ist eine deutsche Schauspielerin, Moderatorin, Regisseurin und Filmproduzentin.

## Leben
Sabine Marcus absolvierte ihre Schauspielausbildung an der Hochschule für Musik und darstellende Kunst Graz. Als Bühnendarstellerin wirkte sie in zahlreichen Theaterstücken wie beispielsweise in Ein Sommernachtstraum oder in Was ihr wollt mit. Daneben stand sie auch in Musicals und Varieté-Shows auf der Bühne. Als festes Ensemblemitglied war sie unter anderem an der Komödie Düsseldorf, an der Badischen Landesbühne oder am Theater an der Kö engagiert. Seit 1994 hat sie als Schauspielerin vor der Kamera in bislang mehr als 20 Film-und-Fernsehproduktionen mitgewirkt. Sie war auch als Filmproduzentin und als Moderatorin tätig. Sie führte bislang bei zwei Spielfilmen die Regie.
Sabine Marcus lebt in ihrer Geburtsstadt Köln. Neben ihrer Muttersprache Deutsch spricht sie auch fließend Englisch, Französisch und Italienisch. Ihr Sohn Milan Marcus ist ebenfalls als Schauspieler tätig.

## Filmografie (Auswahl)
- 1994: Der Mann mit der Maske
- 1995–2005: Verbotene Liebe (Fernsehserie, verschiedene Rollen)
- 1997: Gegen den Wind (Fernsehserie, 2 Folgen)
- 2001–2004: Alarm für Cobra 11 (Fernsehserie, 2 Folgen)
- 2001: Anke (Fernsehserie, 1 Folge)
- 2002–2004: St. Angela (Fernsehserie, 54 Folgen)
- 2003: Ohne Worte (Fernsehserie, 1 Folge)
- 2004: Unter uns (Fernsehserie)
- 2005: Alles Atze (Fernsehserie, 2 Folgen)
- 2005: Brief eines Unbekannten
- 2007–2010: Alles was zählt (Fernsehserie, verschiedene Rollen)
- 2008: Mannsbilder
- 2008: Delusion
- 2011: Lena – Liebe meines Lebens (Fernsehserie, 3 Folgen)
- 2012: Ein Fall für die Anrheiner (Fernsehserie, 1 Folge)
- 2013: Ein Fall für Zwei (Fernsehserie, 1 Folge)
- 2016: Weiße Steine

## Moderationen
- 1997/1998: Disney’s Dschungelfieber – Super RTL
- 1999/2000: Studio 1 – ARD
- 2000: Das wahre Magazin – ARTE
- 2002: Sport On – Sat.1
- 2002–2006: BW-TV Nachrichten – BW-TV
- 2002–2013: Messe- & Eventmoderationen u. a. Canon, Toyota, Humboldt-Studienreisen u. v. a.
- 2006: BW-TV Das Interview – BW-TV

## Filmografie als Produzentin
- 2006: Das erste Mal
- 2007: Bis der Leichenwagen kommt
- 2007: Doppelspuk
- 2008: Elevator
- 2009: Kameradschaft Eins-Acht (Kinovorfilm)
- 2009: Bruno der Neonazi
- 2011–2013: Der kleine-5-Minuten-Mord

## Theater (Auswahl)
- 1993: Was ihr wollt (Badische Landesbühne)
- 1994: Hexenjagd (Badische Landesbühne)
- 1995: Honigmond (Badische Landesbühne)
- 2000: Stand Up Comedy (Comedy Tour)
- 2001–2002: Wenn schon, denn schon (Komödie Düsseldorf)
- 2008–2009: Gigi (Theater an der Kö, Düsseldorf)

## Auszeichnungen und Nominierungen
- „Publikumspreis der Oberhausener Festspieltage“ für Lifechange (Hauptdarstellerin)
- Nominierung für „Bester Film“ beim Festival cologne47elf für Doppelspuk (Regie)
- Nominierung für „Bester Gruselfilm“ beim Festival cologne47elf für Elevator (Regie)
- „Besonders förderungswürdige Autorin“ für Das Menschlein und der Zauberer (Autorin) vom Diotima Literaturverein